# Дони-Давидовичи
Дони-Давидовичи (серб. Доњи Давидовићи / Donji Davidovići) — село в общине Билеча Республики Сербской Боснии и Герцеговины. Население составляет 22 человека по переписи 2013 года.